# Гавилевский, Пётр Саввич
Пётр Саввич Гавилевский (12 июня 1902 — 6 ноября 1961) советский военачальник, генерал-майор (20.04.1945).

## Биография
Родился в городе Николаев.

## Военная служба
В Красной армии с 5 апреля 1922 года, добровольно поступил на 77-е Сумские им. Н. А. Щорса пехотные командные курсы, по окончании которых был произведен в краскомы и назначен в 3-й Кутаисский Кавказский стрелковый полк 1-й Кавказской стрелковой дивизии ОККА, где проходил службу командиром отделения, помощником командира и командиром взвода, командиром взвода полковой школы.
В августе — сентябре 1924 года в составе полка принимал участие в подавлении антисоветского восстания в Грузии.
С августа 1925 года — курсант-командир Владикавказской пехотной нормальной школы. В августе — сентябре 1925 года в её составе участвовал в походе и операции по разоружению бандформирований в Чечне. В начале сентября 1927 года окончил школу и был назначен в 20-й стрелковый полк 7-й стрелковой дивизии УВО, где исполнял должность помощника командира и врид командира роты, казначея полка. В декабре 1929 года переведен в 19-й стрелковый полк этой же дивизии, где проходил службу помощника командира роты, начальником штаба стрелкового батальона, помощник командира и врид командира учебной роты.
С 1 августа по 1 сентября 1931 года находился на Всеармейских сборах начальников снайперских команд при курсах «Выстрел». После возвращения в полк занимал должности начальника команды снайперов и начальника сборов снайперских команд.
Член ВКП(б) с 1931 года.
В марте 1933 года назначен начальником штаба 23-го отдельного пулеметного батальона Коростеньского УРа УВО.
С марта 1936 года занимал должность начальника штаба 259-го стрелкового полка 87-й стрелковой дивизии КВО, с 25 ноября 1937 года временно командовал этим полком. С июня 1938 года Гавилевский временно командовал, затем был начальником штаба 16-го стрелкового полка этой же дивизии КОВО.
9 октября 1938 года капитан Гавилевский был назначен помощником командира 146-го стрелкового полка 44-й стрелковой дивизии в городе Житомир. В этой должности принимал участие в походе Красной армии на Западную Украину.
С 7 октября 1939 года исполнял должность начальника оперативного отделения — заместитель начальника штаба 135-й стрелковой дивизии КОВО в городе Белая Церковь. В ноябре там же сформировал 656-й запасной стрелковый полк и убыл с ним на Северо-Западный фронт в 8-ю армию. 9 февраля 1940 года сдал командование полком и вступил в командование 38-м запасным стрелковым полком 35-й запасной стрелковой бригады. После окончания Советско-финляндской войны 1939—1940 гг. майор Гавилевский вновь был направлен в распоряжение командующего войсками КОВО, затем в апреле 1940 года назначен командиром 306-го стрелкового Краснознаменного стрелкового полка 62-й стрелковой дивизии в городе Луцк.

### Великая Отечественная война
С началом войны майор Гавилевский в той же должности на Юго-Западном фронте. С 22 по 25 июня 1941 года в ходе приграничного сражения его полк в составе 62-й стрелковой дивизии 15-го стрелкового корпуса 5-й армии вел тяжелые бои в районе пограничных застав на реке Буг. В течение трех суток он успешно отражал попытки противника переправиться через реку у м. Замлынье и лишь по приказу командования отошел на новый оборонительный рубеж. Затем на реке Стоход, при обороне предполья, его подразделения уничтожили до роты 171-го пехотного полка противника и захватили пленных.
В августе 1941 года Гавилевский был отозван в Москву и в начале сентября назначен комендантом 38-го (Калужского) УРа Московской зоны обороны.
С октября 1941 года последовательно командовал 2-м боевым участком обороны Москвы, 1-й стрелковой бригадой московских рабочих. Укомплектование 1-й стрелковой бригады московских рабочих осуществлялось за счет истребительных батальонов районов города Москвы. Позже, в середине ноября 1941 года, эта бригада была преобразована в 4-ю Московскую стрелковую дивизию народного ополчения (Куйбышевского района), а подполковник Гавилевский утвержден её командиром. Дивизия прикрывала западные подступы к Москве, её передний край проходил по линии Сетунь, Кунцево, Фили, Татарово, Троицкое-Голенищево. 20 января 1942 года она была переименована в 155-ю стрелковую дивизию в составе Московской зоны обороны. В период 23-25 февраля дивизия была переброшена на Калининский фронт, где вошла в состав 22-й армии и вела наступательные бои на ржевско-вяземском направлении.
С 10 мая 1942 года Гавилевский исполнял должность командира 380-й стрелковой дивизии этой же армии, находившейся в обороне. 2 июля противник перешел в наступление, глубоко вклинился в оборону дивизии, в результате её части оказались в окружении. Лишь к 9 июля остаткам дивизии удалось вырваться из окружения и занять оборону в районе Федоровского. С 25 июля она была выведена в резерв Калининского фронта на доукомплектование. 22 сентября дивизия была передислоцирована в район северо-западнее Ржева, где вошла в состав 39-й армии и вела бои по очищению от противника ржевского плацдарма на северном берегу Волги. 28 сентября 1942 года «за невыполнение приказа по занятию обороны на северном берегу реки Волга…» Гавилевский был отстранен от должности.
В октябре 1942 года назначен заместителем командира 348-й стрелковой дивизии. В декабре он убыл с ней на Северо-Западный фронт. Уже в ходе марша Гавилевский был отозван обратно в армию и назначен командиром 117-й стрелковой бригады. В апреле 1943 года бригада была переброшена под Тулу, где на её базе сформирована 96-я стрелковая дивизия. В период формирования дивизии с 22 апреля по 20 июня 1943 года он исполнял должность командира этой дивизии.
В конце июня 1943 года был снят с должности и назначен заместителем командира 273-й стрелковой дивизии. Затем был направлен в распоряжение ГУК НКО, а оттуда — на учебу в Высшую военную академию им. К. Е. Ворошилова.
По окончании её ускоренного курса Гавилевский в декабре 1943 года направлен в распоряжение Военного совета Белорусского фронта, где назначен врид командира 132-й стрелковой Бахмачской Краснознаменной дивизии. С 8 января 1944 года дивизия в составе 65-й армии успешно действовала в Калинковичско-Мозырской наступательной операции, в ходе которой были освобождены города Мозырь и Калинковичи. Однако в апреле он был отстранен от должности за самоуправство  и самочинный расстрел подчиненного командира, и отдан под суд. Решением Военного трибунала 1-го Белорусского фронта в заседании от 24 июня 1944 года был осужден по ст. 193-17, п. «а», на 5 лет с отсрочкой исполнения приговора.
В ходе Люблин-Брестской наступательной операции с 24 июля полковник Гавилевский принял в бою командование 370-й стрелковой дивизии и "добился перелома в боевых действиях ". Форсировав реку Вепш, её части в составе 91-го стрелкового корпуса 69-й армии вышли к станции Травики, где захватили 7 железнодорожных эшелонов с продовольствием, фуражом и боеприпасами. За 4 дня дивизия прошла более 100 км, освободив много населенных пунктов и уничтожив свыше 1000 солдат и офицеров противника. За образцовое выполнение заданий командования в боях при прорыве обороны немцев западнее Ковеля дивизия была награждена орденом Красного Знамени (9.8.1944). На основании определения Военного трибунала 1-го Белорусского фронта от 6 октября Гавилевский за проявленное им отличие в боях от наказания был освобожден досрочно. На заключительном этапе войны в 1945 году части дивизии под его командованием успешно действовали в Висло-Одерской, Варшавско-Познанской и Берлинской наступательных операциях. За успешное выполнение заданий командования в боях при прорыве обороны противника южнее Варшавы дивизия была награждена орденом Кутузова 2-й ст. (19.2.1945), а за отличие в боях при вторжении в пределы Бранденбургской провинции ей было присвоено наименование «Бранденбургская».

### Послевоенная карьера
С июля 1945 года генерал-майор Гавилевский вступил в командование 364-й стрелковой Тосненской дивизией ГСОВГ, переформированной в ноябре в 15-ю механизированную Тосненскую дивизию.
С декабря 1946 года состоял в распоряжении Управления кадров Сухопутных войск.
В октябре 1947 года был назначен Брянским областным военным комиссаром.
В июле 1950 года уволен в отставку по болезни.

## Награды

### СССР
- два ордена Ленина (06.04.1945, 1947[1])
- два ордена Красного Знамени (19.03.1944, 03.11.1944 [1])
- орден Суворова II степени (29.05.1945)
- орден Кутузова II степени (23.08.1944)
  - Медали, в том числе:
  - «За оборону Москвы»
  - «За победу над Германией в Великой Отечественной войне 1941—1945 гг.» (1945)
  - «За взятие Берлина»
  - «За освобождение Варшавы»

Приказы (благодарности) Верховного Главнокомандующего в которых отмечен Гавилевский П. С.
- За пересечение германской границы, вторжение в пределы Бранденбургской провинции и овладение с боем городами Ландсберг, Мезеритц, Швибус и Цюллихау — крупными узлами коммуникаций и мощными опорными пунктами обороны немцев, прикрывающими подступы к Франкфурту на Одере. 31 января 1945 года. № 266.
- За завершение ликвидации группы немецких войск, окруженной юго-восточнее Берлина. 2 мая 1945 года. № 357.

### Иностранные награды
- орден «Легион почёта» III степени.[3]